# 蕾切尔·里夫斯
（1979年2月13日—）是一位英国工党政治人物，现任財政大臣、英国下议院西利茲選區议员。
李韻晴从2013年开始担任影子就業及退休保障大臣，后于2015年因产期临近而暂时离任，但杰里米·科尔宾当选工党领袖之后并未将其召回影子内阁。里夫斯还于2017年至2020年担任商务、能源和产业战略专责委员会主席。
在2024年英国大选中，她成功连任西利茲選區议员，并伴随工党的压倒性胜利被任命为英国財政大臣，成为第一位担任此职位的女性。

## 早年经历
李韻晴生于伦敦东南部的刘易舍姆，双亲名为格雷厄姆和萨莉·里夫斯。后就读于临近市区布罗姆利的Cator Park School for Girls ，在中学时，里夫斯取得英国女子国际象棋协会组织的英国14岁以下女子国际象棋比赛冠军。
李韻晴自称她自己和妹妹埃莉·里夫斯倾向于社会民主政策是受到父亲的影响。她回忆起八岁的父亲格雷厄姆如何指着电视屏幕上的时任工党领袖尼尔·基诺克并“告诉我们那是我们投票支持的人”。里夫斯于16岁加入工党。
李韻晴在牛津大学新学院取得政治、经济学、数学和高等数学的A级成绩后又攻读了哲学、政治学与经济学课程，最终于伦敦政治经济学院获得经济学硕士学位。
2000年至2006年间，里夫斯在英格兰银行和位于英国驻美国大使馆担任经济学家。

## 个人生活
李韻晴与公务员尼古拉斯·乔伊西结婚，乔伊西为戈登·布朗的私人秘书兼演讲撰稿人。婚后定居于利兹和伦敦的布拉姆利。 里夫斯于2012年诞下一女。2015年又得一子。
李韻晴的妹妹埃莉·里夫斯同为工党下议院议员，埃莉的配偶約翰·克萊爾为国会工党主席。

## 爭議

### 履歷造假爭議
2025年，英國廣播公司（BBC）指出里夫斯自稱曾經在英格蘭銀行擔任經濟師近十年，但這說法與她的領英上的履歷不符。她在該網站上的個人檔案顯示她於2000年9月至2006年12月間任職英格蘭銀行，即是她實際上任職該處的時間只有5年7個月，更有消息指她實際上已於2006年3月離職。之後里夫斯加入哈利法克斯銀行，LinkedIn顯示她2009年12月離職，但她實際上已於該年5月離職。該篇報道刊登後，里夫斯的LinkedIn履歷被發現已經被修改，她本人則指是「團隊行政錯誤」，未經她過目核實便上載。
另外，BBC的報道亦指出里夫斯亦曾因胡亂申報開支被舉報而要接受公司調查，她被指花上幾百英鎊購買手袋、香水、耳環、紅酒等禮物送給同事及上司，之後向公司報銷相關開支，但她聲稱目的是希望提高團隊士氣。對於這些指控，首相斯塔默回應仍然認為里夫斯「為人可信」，對其行為沒有任何憂慮。